# مارکوس کلما
مارکوس کلما (انگلیسی: Marcus Coloma؛ زادهٔ ۱۸ اکتبر ۱۹۷۸) یک هنرپیشه اهل ایالات متحده آمریکا است.

## گزیده فیلمشناسی
از فیلم‌ها یا برنامه‌های تلویزیونی که وی در آن نقش داشته‌است می‌توان به آثار زیر اشاره کرد.
- دختران مادی (۲۰۰۶)
- بورلی هیلز چی‌واوا ۲ (۲۰۱۱)
- بورلی هیلز چی‌واوا ۳: زنده‌باد جشن (۲۰۱۲)